# Edgar Walter
Edgar Walter Simmons (Nova Lima, 20 de novembro de 1917 – Teresópolis, 14 de maio de 1994) foi um pintor, desenhista e professor brasileiro de origem inglesa, filho de Frederick James Simmons, natural de Tavistock, Devon, e Francisca Walter Hailbulth Simmons. Dedicou-se à dança clássica na juventude, integrando o corpo de baile do Teatro Municipal do Rio de Janeiro com Tatiana Leskowa, chegando à condição de primeiro bailarino da casa. Abandonou a dança de modo súbito, dedicando-se ao aprendizado da pintura com Oswaldo Teixeira. Sua especialidade maior tornou-se a paisagem, apesar de reconhecido como retratista e observador de costumes. Tendo trabalhado em diversos países, notadamente Inglaterra, Itália, França e Austrália, tinha nas paisagens rurais de Minas Gerais a sua maior fonte de inspiração.